# Admir Mehmedi
Admir Mehmedi (Gostivar, 16 maart 1991) is een Zwitsers-Albanees-Macedonisch voetballer die doorgaans als aanvaller speelt. Hij tekende in januari 2018 een contract tot medio 2022 bij VfL Wolfsburg, dat hem overnam van Bayer Leverkusen. Mehmedi debuteerde in 2011 in het Zwitsers voetbalelftal.

## Clubcarrière
Mehmedi maakte zijn debuut in het betaald voetbal op 17-jarige leeftijd bij FC Zürich. Binnen twee jaar werd hij opgenomen in de A-selectie en in 2010 had hij zich opgewerkt tot vaste kracht in het elftal: in het seizoen 2010/11 speelde hij mee in 33 competitieduels, waarin hij tien doelpunten maakte.
Na vier seizoenen bij FC Zürich tekende Mehmedi een contract voor vijf jaar bij Dinamo Kiev, terwijl Sunderland AFC, Liverpool FC en 1. FC Nürnberg hun interesse ook kenbaar gemaakt hadden. In Kiev zat hij voornamelijk op de bank en stond hij over twee seizoenen in de Vysjtsja Liha dertienmaal in de basis. Op zoek naar meer speeltijd vertrok Mehmedi in de zomer van 2013 naar SC Freiburg op huurbasis, met optie tot koop. In het seizoen 2013/14 speelde hij 32 wedstrijden in de competitie, waarin hij twaalf doelpunten maakte. Ook speelde hij drie duels in het bekertoernooi en was hij actief in de groepsfase van de UEFA Europa League. Op 26 mei 2014 nam SC Freiburg Mehmedi definitief over van Dinamo Kiev.
Mehmedi degradeerde in 2015 met Freiburg naar de 2. Bundesliga, maar daalde zelf niet mee af. Hij tekende in juni 2015 een contract tot medio 2019 bij Bayer 04 Leverkusen, de nummer vier van Duitsland in het dan net afgelopen seizoen.

## Interlandcarrière
Onder leiding van bondscoach Ottmar Hitzfeld maakte Mehmedi zijn debuut in  de Zwitserse nationale ploeg op 4 juni 2011 in de EK-kwalificatiewedstrijd tegen Engeland (2–2) in Londen. Hij viel in dat duel na 75 minuten in voor Eren Derdiyok. Andere debutanten in dat duel namens Zwitserland waren Granit Xhaka (FC Basel) en Innocent Emeghara (Grasshopper-Club). Mehmedi nam met het Zwitsers olympisch voetbalelftal onder leiding van bondscoach Pierluigi Tami deel aan de Olympische Spelen van 2012 in Londen. Daar werd de ploeg in de voorronde uitgeschakeld na een gelijkspel tegen Gabon (1–1) en nederlagen tegen Zuid-Korea (1–2) en Mexico (0–1). Een jaar eerder was Mehmedi met Zwitserland als tweede geëindigd bij het Europees kampioenschap onder 21. In mei 2014 werd Mehmedi door bondscoach Ottmar Hitzfeld opgenomen in de selectie voor het eindtoernooi in Brazilië. Clubgenoten Mensur Mujdža (Bosnië en Herzegovina), Matthias Ginter (Duitsland) en Gelson Fernandes (Zwitserland) waren ook actief op het toernooi.
Met Zwitserland nam hij deel aan het Europees kampioenschap 2016 in Frankrijk. Het land werd na strafschoppen uitgeschakeld in de achtste finale door Polen (1–1, 4–5).
| Interlands van Admir Mehmedi voor Zwitserland | Interlands van Admir Mehmedi voor Zwitserland | Interlands van Admir Mehmedi voor Zwitserland | Interlands van Admir Mehmedi voor Zwitserland | Interlands van Admir Mehmedi voor Zwitserland | Interlands van Admir Mehmedi voor Zwitserland | Interlands van Admir Mehmedi voor Zwitserland |
| №                                             | Datum                                         | Wedstrijd                                     | Uitslag                                       | Soort wedstrijd                               | Doelpunten                                    |                                               |
| Als speler bij FC Zürich                      | Als speler bij FC Zürich                      | Als speler bij FC Zürich                      | Als speler bij FC Zürich                      | Als speler bij FC Zürich                      | Als speler bij FC Zürich                      | Als speler bij FC Zürich                      |
| --------------------------------------------- | --------------------------------------------- | --------------------------------------------- | --------------------------------------------- | --------------------------------------------- | --------------------------------------------- | --------------------------------------------- |
| 1.                                            | 4 juni 2011                                   | Engeland – Zwitserland                        | 2 – 2                                         | Kwalificatie EK 2012                          |                                               |                                               |
| 2.                                            | 10 augustus 2011                              | Liechtenstein – Zwitserland                   | 0 – 0                                         | Vriendschappelijk                             |                                               |                                               |
| 3.                                            | 6 september 2011                              | Zwitserland – Bulgarije                       | 3 – 1                                         | Kwalificatie EK 2012                          |                                               |                                               |
| 4.                                            | 7 oktober 2011                                | Wales – Zwitserland                           | 2 – 0                                         | Kwalificatie EK 2012                          |                                               |                                               |
| 5.                                            | 11 oktober 2011                               | Zwitserland – Montenegro                      | 2 – 0                                         | Kwalificatie EK 2012                          |                                               |                                               |
| 6.                                            | 11 november 2011                              | Nederland – Zwitserland                       | 0 – 0                                         | Vriendschappelijk                             |                                               |                                               |
| 7.                                            | 15 november 2011                              | Luxemburg – Zwitserland                       | 0 – 1                                         | Vriendschappelijk                             |                                               |                                               |
| Als speler bij Dynamo Kiev                    |                                               |                                               |                                               |                                               |                                               |                                               |
| 8.                                            | 29 februari 2012                              | Zwitserland – Argentinië                      | 1 – 3                                         | Vriendschappelijk                             |                                               |                                               |
| 9.                                            | 26 mei 2012                                   | Zwitserland – Duitsland                       | 5 – 3                                         | Vriendschappelijk                             | Goal                                          |                                               |
| 10.                                           | 30 mei 2012                                   | Zwitserland – Roemenië                        | 0 – 1                                         | Vriendschappelijk                             |                                               |                                               |
| 11.                                           | 15 augustus 2012                              | Kroatië – Zwitserland                         | 2 – 4                                         | Vriendschappelijk                             |                                               |                                               |
| 12.                                           | 11 september 2012                             | Zwitserland – Albanië                         | 2 – 0                                         | Kwalificatie WK 2014                          |                                               |                                               |
| 13.                                           | 16 oktober 2012                               | IJsland – Zwitserland                         | 0 – 2                                         | Kwalificatie WK 2014                          |                                               |                                               |
| 14.                                           | 6 februari 2013                               | Griekenland – Zwitserland                     | 0 – 0                                         | Vriendschappelijk                             |                                               |                                               |
| Als speler bij SC Freiburg                    |                                               |                                               |                                               |                                               |                                               |                                               |
| 15.                                           | 14 augustus 2013                              | Zwitserland – Brazilië                        | 1 – 0                                         | Vriendschappelijk                             |                                               |                                               |
| 16.                                           | 11 oktober 2013                               | Albanië – Zwitserland                         | 1 – 2                                         | Kwalificatie WK 2014                          |                                               |                                               |
| 17.                                           | 15 oktober 2013                               | Zwitserland – Slovenië                        | 1 – 0                                         | Kwalificatie WK 2014                          |                                               |                                               |
| 18.                                           | 15 november 2013                              | Zuid-Korea – Zwitserland                      | 2 – 1                                         | Vriendschappelijk                             |                                               |                                               |
| 19.                                           | 5 maart 2014                                  | Zwitserland – Kroatië                         | 2 – 2                                         | Vriendschappelijk                             |                                               |                                               |
| 20.                                           | 30 mei 2014                                   | Zwitserland – Jamaica                         | 1 – 0                                         | Vriendschappelijk                             |                                               |                                               |
| 21.                                           | 3 juni 2014                                   | Zwitserland – Peru                            | 2 – 0                                         | Vriendschappelijk                             |                                               |                                               |
| 22.                                           | 15 juni 2014                                  | Ecuador – Zwitserland                         | 1 – 2                                         | WK 2014                                       | Goal                                          |                                               |
| 23.                                           | 20 juni 2014                                  | Frankrijk – Zwitserland                       | 5 – 2                                         | WK 2014                                       |                                               |                                               |
| 24.                                           | 25 juni 2014                                  | Honduras – Zwitserland                        | 0 – 3                                         | WK 2014                                       |                                               |                                               |
| 25.                                           | 1 juli 2014                                   | Argentinië – Zwitserland                      | 1 – 0                                         | WK 2014                                       |                                               |                                               |
| 26.                                           | 8 september 2014                              | Zwitserland – Engeland                        | 0 – 2                                         | Kwalificatie EK 2016                          |                                               |                                               |
| 27.                                           | 9 oktober 2014                                | Slovenië – Zwitserland                        | 1 – 0                                         | Kwalificatie EK 2016                          |                                               |                                               |
| 28.                                           | 14 oktober 2014                               | San Marino – Zwitserland                      | 0 – 4                                         | Kwalificatie EK 2016                          |                                               |                                               |
| 29.                                           | 15 november 2014                              | Zwitserland – Litouwen                        | 4 – 0                                         | Kwalificatie EK 2016                          |                                               |                                               |
| 30.                                           | 18 november 2014                              | Polen – Zwitserland                           | 2 – 2                                         | Vriendschappelijk                             |                                               |                                               |
| 31.                                           | 31 maart 2015                                 | Zwitserland – Verenigde Staten                | 1 – 1                                         | Vriendschappelijk                             |                                               |                                               |
| 32.                                           | 10 juni 2015                                  | Zwitserland – Liechtenstein                   | 3 – 0                                         | Vriendschappelijk                             |                                               |                                               |
| 33.                                           | 14 juni 2015                                  | Litouwen – Zwitserland                        | 1 – 2                                         | Kwalificatie EK 2016                          |                                               |                                               |
| Als speler bij Bayer Leverkusen               |                                               |                                               |                                               |                                               |                                               |                                               |
| 34.                                           | 5 september 2015                              | Zwitserland – Slovenië                        | 3 – 2                                         | Kwalificatie EK 2016                          |                                               |                                               |
| 35.                                           | 9 oktober 2015                                | Zwitserland – San Marino                      | 7 – 0                                         | Kwalificatie EK 2016                          | Goal                                          |                                               |
| 36.                                           | 12 oktober 2015                               | Estland – Zwitserland                         | 7 – 0                                         | Kwalificatie EK 2016                          |                                               |                                               |
| 37.                                           | 13 november 2015                              | Slowakije – Zwitserland                       | 3 – 2                                         | Vriendschappelijk                             |                                               |                                               |
| 38.                                           | 17 november 2015                              | Oostenrijk – Zwitserland                      | 1 – 2                                         | Vriendschappelijk                             |                                               |                                               |
| 39.                                           | 25 maart 2016                                 | Ierland – Zwitserland                         | 1 – 0                                         | Vriendschappelijk                             |                                               |                                               |
| 40.                                           | 29 maart 2016                                 | Zwitserland – Bosnië en Herzegovina           | 0 – 2                                         | Vriendschappelijk                             |                                               |                                               |
| 41.                                           | 28 mei 2016                                   | Zwitserland – België                          | 1 – 2                                         | Vriendschappelijk                             |                                               |                                               |
| 42.                                           | 3 juni 2016                                   | Zwitserland – Moldavië                        | 2 – 1                                         | Vriendschappelijk                             | 75'                                           |                                               |
| 43.                                           | 11 juni 2016                                  | Albanië – Zwitserland                         | 0 – 1                                         | EK 2016                                       |                                               |                                               |
| 44.                                           | 15 juni 2016                                  | Roemenië – Zwitserland                        | 1 – 1                                         | EK 2016                                       | Goal                                          |                                               |
| 45.                                           | 19 juni 2016                                  | Zwitserland – Frankrijk                       | 0 – 0                                         | EK 2016                                       |                                               |                                               |
| 46.                                           | 25 juni 2016                                  | Zwitserland – Polen                           | 1 – 1 (4–5 n.s.)                              | EK 2016                                       |                                               |                                               |

Bijgewerkt op 25 juni 2016.

## Erelijst
| Kampioen Super League | 1x | 2008/09 |